# Tour d'Espagne féminin 2025
Cet article s'applique au Tour d'Espagne cycliste féminin 2025. Pour le Tour d'Espagne cycliste masculin 2025, voir l'article Tour d'Espagne 2025.
La 11e édition du Tour d'Espagne féminin (en espagnol : La Vuelta Femenina 2025) a lieu du 4 au 10 mai 2025. Elle fait partie de l'UCI World Tour féminin 2025.

## Présentation

### Parcours
La course débute par un contre-la-montre par équipes plat dans les rues de Barcelone. Ensuite les différentes étapes s'orientent vers l'ouest depuis la Catalogne vers les Asturies. Sept étapes sont au programme, soit une de moins que lors de l'édition 2024. Les coureuses parcourent 748 kilomètres. La dernière étape qui est aussi la plus longue (152 km) est l'étape reine de cette Vuelta Feminina.

### Équipes
| UCI Women's WorldTeams (13)- AG Insurance-Soudal Team - Canyon//SRAM zondacrypto - FDJ-Suez - Fenix-Deceuninck - Human Powered Health - Lidl-Trek - Liv AlUla Jayco - Movistar Team - Team Picnic PostNL - Team SD Worx-Protime - Team Visma \| Lease a Bike - UAE Team ADQ - Uno-X Mobility UCI Women's ProTeams (4)- Cofidis Women Team - EF Education-Oatly - Laboral Kutxa-Fundación Euskadi - Arkéa-B&B Hotels Women Équipes féminines continentales (4)- Bepink-Imatra-Bongioanni - Eneicat-CMTeam - Lotto Ladies - Team Coop-Repsol |
| |

## Étapes
| Étape     | Date   | Villes étapes                         | type                         | Distance (km) | Vainqueur d'étape    | Leader du classement général |
| --------- | ------ | ------------------------------------- | ---------------------------- | ------------- | -------------------- | ---------------------------- |
| 1re étape | 4 mai  | Barcelone – Barcelone                 | contre-la-montre par équipes | 8             | Lidl-Trek            | Ellen van Dijk               |
| 2e étape  | 5 mai  | Molins de Rei – Sant Boi de Llobregat | étape vallonnée              | 99            | Marianne Vos         | Letizia Paternoster          |
| 3e étape  | 6 mai  | Barbastro – Huesca                    | étape de plaine              | 132           | Femke Gerritse       | Femke Gerritse               |
| 4e étape  | 7 mai  | Pedrola – Borja                       | étape de moyenne montagne    | 111           | Anna van der Breggen | Femke Gerritse               |
| 5e étape  | 8 mai  | Golmayo – Lagunas de Neila            | étape de montagne            | 120           | Demi Vollering       | Demi Vollering               |
| 6e étape  | 9 mai  | Becerril de Campos – Baltanás         | étape de plaine              | 126           | Marianne Vos         | Demi Vollering               |
| 7e étape  | 10 mai | La Robla – Alto de Cotobello          | étape de montagne            | 152           | Demi Vollering       | Demi Vollering               |

## Déroulement de la course

### 1reétape
| Barcelone - Barcelone | contre-la-montre par équipes | (8 km) |

| \| Classement de l'étape \| Classement de l'étape \| Classement de l'étape \| Classement de l'étape \| Classement de l'étape \| Classement de l'étape \| \| Équipe \| Équipe \| Pays \| Temps \| Écart de temps \| Vitesse moy. \| \| --------------------- \| -------------------------- \| --------------------- \| --------------------- \| --------------------- \| --------------------- \| \| 1re \| Lidl-Trek \| États-Unis \| 9 min 30 s \| \| 51.135 km/h \| \| 2e \| Team SD Worx-Protime \| Pays-Bas \| 9 min 33 s \| + 3 s \| 50.889 km/h \| \| 3e \| Liv AlUla Jayco \| Australie \| 9 min 33 s \| + 3 s \| 50.827 km/h \| \| 4e \| FDJ-Suez \| France \| 9 min 36 s \| + 6 s \| 50.550 km/h \| \| 5e \| Canyon//SRAM zondacrypto \| Allemagne \| 9 min 38 s \| + 8 s \| 50.438 km/h \| \| 6e \| Team Picnic PostNL \| Pays-Bas \| 9 min 39 s \| + 9 s \| 50.346 km/h \| \| 7e \| Movistar Team \| Espagne \| 9 min 46 s \| + 16 s \| 49.757 km/h \| \| 8e \| EF Education-Oatly \| États-Unis \| 9 min 46 s \| + 16 s \| 49.724 km/h \| \| 9e \| Human Powered Health \| États-Unis \| 9 min 50 s \| + 20 s \| 49.415 km/h \| \| 10e \| Team Visma \\| Lease a Bike \| Pays-Bas \| 9 min 51 s \| + 21 s \| 49.340 km/h \| |                            |            |            |                |              |
| |                            |            |            |                |              |
| |                            |            |            |                |              |
| Classement de l'étape |                            |            |            |                |              |
| Équipe | Équipe                     | Pays       | Temps      | Écart de temps | Vitesse moy. |
| 1re | Lidl-Trek                  | États-Unis | 9 min 30 s |                | 51.135 km/h  |
| 2e | Team SD Worx-Protime       | Pays-Bas   | 9 min 33 s | + 3 s          | 50.889 km/h  |
| 3e | Liv AlUla Jayco            | Australie  | 9 min 33 s | + 3 s          | 50.827 km/h  |
| 4e | FDJ-Suez                   | France     | 9 min 36 s | + 6 s          | 50.550 km/h  |
| 5e | Canyon//SRAM zondacrypto   | Allemagne  | 9 min 38 s | + 8 s          | 50.438 km/h  |
| 6e | Team Picnic PostNL         | Pays-Bas   | 9 min 39 s | + 9 s          | 50.346 km/h  |
| 7e | Movistar Team              | Espagne    | 9 min 46 s | + 16 s         | 49.757 km/h  |
| 8e | EF Education-Oatly         | États-Unis | 9 min 46 s | + 16 s         | 49.724 km/h  |
| 9e | Human Powered Health       | États-Unis | 9 min 50 s | + 20 s         | 49.415 km/h  |
| 10e | Team Visma \| Lease a Bike | Pays-Bas   | 9 min 51 s | + 21 s         | 49.340 km/h  |

| \| Classement général \| Classement général \| Classement général \| Classement général \| Classement général \| \| Coureur \| Coureur \| Pays \| Équipe \| Temps \| \| ------------------ \| -------------------- \| ------------------ \| ------------------ \| ------------------ \| \| 1re \| Ellen van Dijk \| Pays-Bas \| Lidl-Trek \| 9 min 30 s \| \| 2e \| Riejanne Markus \| Pays-Bas \| Lidl-Trek \| + 0 s \| \| 3e \| Niamh Fisher-Black \| Nouvelle-Zélande \| Lidl-Trek \| + 0 s \| \| 4e \| Anna Henderson \| Royaume-Uni \| Lidl-Trek \| + 0 s \| \| 5e \| Shirin van Anrooij \| Pays-Bas \| Lidl-Trek \| + 0 s \| \| 6e \| Mischa Bredewold \| Pays-Bas \| SD Worx-Protime \| + 3 s \| \| 7e \| Anna van der Breggen \| Pays-Bas \| SD Worx-Protime \| + 3 s \| \| 8e \| Femke Gerritse \| Pays-Bas \| SD Worx-Protime \| + 3 s \| \| 9e \| Femke Markus \| Pays-Bas \| SD Worx-Protime \| + 3 s \| \| 10e \| Georgia Baker \| Australie \| Liv AlUla Jayco \| + 3 s \| |                      |                  |                 |            |
| |                      |                  |                 |            |
| |                      |                  |                 |            |
| Classement général |                      |                  |                 |            |
| Coureur | Coureur              | Pays             | Équipe          | Temps      |
| 1re | Ellen van Dijk       | Pays-Bas         | Lidl-Trek       | 9 min 30 s |
| 2e | Riejanne Markus      | Pays-Bas         | Lidl-Trek       | + 0 s      |
| 3e | Niamh Fisher-Black   | Nouvelle-Zélande | Lidl-Trek       | + 0 s      |
| 4e | Anna Henderson       | Royaume-Uni      | Lidl-Trek       | + 0 s      |
| 5e | Shirin van Anrooij   | Pays-Bas         | Lidl-Trek       | + 0 s      |
| 6e | Mischa Bredewold     | Pays-Bas         | SD Worx-Protime | + 3 s      |
| 7e | Anna van der Breggen | Pays-Bas         | SD Worx-Protime | + 3 s      |
| 8e | Femke Gerritse       | Pays-Bas         | SD Worx-Protime | + 3 s      |
| 9e | Femke Markus         | Pays-Bas         | SD Worx-Protime | + 3 s      |
| 10e | Georgia Baker        | Australie        | Liv AlUla Jayco | + 3 s      |

### 2eétape
| Molins de Rei - Sant Boi de Llobregat | étape vallonnée | (99 km) |

| \| Classement de l'étape \| Classement de l'étape \| Classement de l'étape \| Classement de l'étape \| Classement de l'étape \| \| Coureur \| Coureur \| Pays \| Équipe \| Temps \| \| --------------------- \| --------------------- \| --------------------- \| ------------------------------- \| --------------------- \| \| 1re \| Marianne Vos \| Pays-Bas \| Team Visma \\| Lease a Bike \| 2 h 35 min 13 s \| \| 2e \| Letizia Paternoster \| Italie \| Liv AlUla Jayco \| + 0 s \| \| 3e \| Letizia Borghesi \| Italie \| EF Education-Oatly \| + 0 s \| \| 4e \| Anna Henderson \| Royaume-Uni \| Lidl-Trek \| + 0 s \| \| 5e \| Monica Trinca Colonel \| Italie \| Liv AlUla Jayco \| + 0 s \| \| 6e \| Ally Wollaston \| Nouvelle-Zélande \| FDJ-Suez \| + 0 s \| \| 7e \| Franziska Koch \| Allemagne \| Team Picnic PostNL \| + 0 s \| \| 8e \| Katarzyna Niewiadoma \| Pologne \| Canyon//SRAM zondacrypto \| + 0 s \| \| 9e \| Cédrine Kerbaol \| France \| EF Education-Oatly \| + 0 s \| \| 10e \| Laura Tomasi \| Italie \| Laboral Kutxa-Fundación Euskadi \| + 0 s \| |                       |                  |                                 |                 |
| |                       |                  |                                 |                 |
| |                       |                  |                                 |                 |
| Classement de l'étape |                       |                  |                                 |                 |
| Coureur | Coureur               | Pays             | Équipe                          | Temps           |
| 1re | Marianne Vos          | Pays-Bas         | Team Visma \| Lease a Bike      | 2 h 35 min 13 s |
| 2e | Letizia Paternoster   | Italie           | Liv AlUla Jayco                 | + 0 s           |
| 3e | Letizia Borghesi      | Italie           | EF Education-Oatly              | + 0 s           |
| 4e | Anna Henderson        | Royaume-Uni      | Lidl-Trek                       | + 0 s           |
| 5e | Monica Trinca Colonel | Italie           | Liv AlUla Jayco                 | + 0 s           |
| 6e | Ally Wollaston        | Nouvelle-Zélande | FDJ-Suez                        | + 0 s           |
| 7e | Franziska Koch        | Allemagne        | Team Picnic PostNL              | + 0 s           |
| 8e | Katarzyna Niewiadoma  | Pologne          | Canyon//SRAM zondacrypto        | + 0 s           |
| 9e | Cédrine Kerbaol       | France           | EF Education-Oatly              | + 0 s           |
| 10e | Laura Tomasi          | Italie           | Laboral Kutxa-Fundación Euskadi | + 0 s           |

| \| Classement général \| Classement général \| Classement général \| Classement général \| Classement général \| \| Coureur \| Coureur \| Pays \| Équipe \| Temps \| \| ------------------ \| --------------------- \| ------------------ \| ------------------ \| ------------------ \| \| 1re \| Letizia Paternoster \| Italie \| Liv AlUla Jayco \| 2 h 44 min 40 s \| \| 2e \| Femke Gerritse \| Pays-Bas \| SD Worx-Protime \| + 2 s \| \| 3e \| Anna Henderson \| Royaume-Uni \| Lidl-Trek \| + 3 s \| \| 4e \| Niamh Fisher-Black \| Nouvelle-Zélande \| Lidl-Trek \| + 3 s \| \| 5e \| Riejanne Markus \| Pays-Bas \| Lidl-Trek \| + 3 s \| \| 6e \| Shirin van Anrooij \| Pays-Bas \| Lidl-Trek \| + 3 s \| \| 7e \| Monica Trinca Colonel \| Italie \| Liv AlUla Jayco \| + 6 s \| \| 8e \| Anna van der Breggen \| Pays-Bas \| SD Worx-Protime \| + 6 s \| \| 9e \| Mischa Bredewold \| Pays-Bas \| SD Worx-Protime \| + 6 s \| \| 10e \| Mavi García \| Espagne \| Liv AlUla Jayco \| + 6 s \| |                       |                  |                 |                 |
| |                       |                  |                 |                 |
| |                       |                  |                 |                 |
| Classement général |                       |                  |                 |                 |
| Coureur | Coureur               | Pays             | Équipe          | Temps           |
| 1re | Letizia Paternoster   | Italie           | Liv AlUla Jayco | 2 h 44 min 40 s |
| 2e | Femke Gerritse        | Pays-Bas         | SD Worx-Protime | + 2 s           |
| 3e | Anna Henderson        | Royaume-Uni      | Lidl-Trek       | + 3 s           |
| 4e | Niamh Fisher-Black    | Nouvelle-Zélande | Lidl-Trek       | + 3 s           |
| 5e | Riejanne Markus       | Pays-Bas         | Lidl-Trek       | + 3 s           |
| 6e | Shirin van Anrooij    | Pays-Bas         | Lidl-Trek       | + 3 s           |
| 7e | Monica Trinca Colonel | Italie           | Liv AlUla Jayco | + 6 s           |
| 8e | Anna van der Breggen  | Pays-Bas         | SD Worx-Protime | + 6 s           |
| 9e | Mischa Bredewold      | Pays-Bas         | SD Worx-Protime | + 6 s           |
| 10e | Mavi García           | Espagne          | Liv AlUla Jayco | + 6 s           |

### 3eétape
| Barbastro - Huesca | étape de plaine | (132 km) |

| \| Classement de l'étape \| Classement de l'étape \| Classement de l'étape \| Classement de l'étape \| Classement de l'étape \| \| Coureur \| Coureur \| Pays \| Équipe \| Temps \| \| --------------------- \| ------------------------ \| --------------------- \| -------------------------- \| --------------------- \| \| 1re \| Femke Gerritse \| Pays-Bas \| SD Worx-Protime \| 3 h 23 min 24 s \| \| 2e \| Marianne Vos \| Pays-Bas \| Team Visma \\| Lease a Bike \| + 0 s \| \| 3e \| Linda Zanetti \| Suisse \| Uno-X Mobility \| + 0 s \| \| 4e \| Mischa Bredewold \| Pays-Bas \| SD Worx-Protime \| + 0 s \| \| 5e \| Megan Jastrab \| États-Unis \| Team Picnic PostNL \| + 0 s \| \| 6e \| Vittoria Guazzini \| Italie \| FDJ-Suez \| + 0 s \| \| 7e \| Letizia Paternoster \| Italie \| Liv AlUla Jayco \| + 0 s \| \| 8e \| Katarzyna Niewiadoma \| Pologne \| Canyon//SRAM zondacrypto \| + 0 s \| \| 9e \| Cat Ferguson \| Royaume-Uni \| Movistar Team \| + 0 s \| \| 10e \| Agnieszka Skalniak-Sójka \| Pologne \| Canyon//SRAM zondacrypto \| + 0 s \| |                          |             |                            |                 |
| |                          |             |                            |                 |
| |                          |             |                            |                 |
| Classement de l'étape |                          |             |                            |                 |
| Coureur | Coureur                  | Pays        | Équipe                     | Temps           |
| 1re | Femke Gerritse           | Pays-Bas    | SD Worx-Protime            | 3 h 23 min 24 s |
| 2e | Marianne Vos             | Pays-Bas    | Team Visma \| Lease a Bike | + 0 s           |
| 3e | Linda Zanetti            | Suisse      | Uno-X Mobility             | + 0 s           |
| 4e | Mischa Bredewold         | Pays-Bas    | SD Worx-Protime            | + 0 s           |
| 5e | Megan Jastrab            | États-Unis  | Team Picnic PostNL         | + 0 s           |
| 6e | Vittoria Guazzini        | Italie      | FDJ-Suez                   | + 0 s           |
| 7e | Letizia Paternoster      | Italie      | Liv AlUla Jayco            | + 0 s           |
| 8e | Katarzyna Niewiadoma     | Pologne     | Canyon//SRAM zondacrypto   | + 0 s           |
| 9e | Cat Ferguson             | Royaume-Uni | Movistar Team              | + 0 s           |
| 10e | Agnieszka Skalniak-Sójka | Pologne     | Canyon//SRAM zondacrypto   | + 0 s           |

| \| Classement général \| Classement général \| Classement général \| Classement général \| Classement général \| \| Coureur \| Coureur \| Pays \| Équipe \| Temps \| \| ------------------ \| --------------------- \| ------------------ \| -------------------------- \| ------------------ \| \| 1re \| Femke Gerritse \| Pays-Bas \| SD Worx-Protime \| 6 h 07 min 50 s \| \| 2e \| Marianne Vos \| Pays-Bas \| Team Visma \\| Lease a Bike \| + 12 s \| \| 3e \| Letizia Paternoster \| Italie \| Liv AlUla Jayco \| + 12 s \| \| 4e \| Anna Henderson \| Royaume-Uni \| Lidl-Trek \| + 17 s \| \| 5e \| Riejanne Markus \| Pays-Bas \| Lidl-Trek \| + 17 s \| \| 6e \| Niamh Fisher-Black \| Nouvelle-Zélande \| Lidl-Trek \| + 17 s \| \| 7e \| Monica Trinca Colonel \| Italie \| Liv AlUla Jayco \| + 20 s \| \| 8e \| Mischa Bredewold \| Pays-Bas \| SD Worx-Protime \| + 20 s \| \| 9e \| Anna van der Breggen \| Pays-Bas \| SD Worx-Protime \| + 20 s \| \| 10e \| Mavi García \| Espagne \| Liv AlUla Jayco \| + 20 s \| |                       |                  |                            |                 |
| |                       |                  |                            |                 |
| |                       |                  |                            |                 |
| Classement général |                       |                  |                            |                 |
| Coureur | Coureur               | Pays             | Équipe                     | Temps           |
| 1re | Femke Gerritse        | Pays-Bas         | SD Worx-Protime            | 6 h 07 min 50 s |
| 2e | Marianne Vos          | Pays-Bas         | Team Visma \| Lease a Bike | + 12 s          |
| 3e | Letizia Paternoster   | Italie           | Liv AlUla Jayco            | + 12 s          |
| 4e | Anna Henderson        | Royaume-Uni      | Lidl-Trek                  | + 17 s          |
| 5e | Riejanne Markus       | Pays-Bas         | Lidl-Trek                  | + 17 s          |
| 6e | Niamh Fisher-Black    | Nouvelle-Zélande | Lidl-Trek                  | + 17 s          |
| 7e | Monica Trinca Colonel | Italie           | Liv AlUla Jayco            | + 20 s          |
| 8e | Mischa Bredewold      | Pays-Bas         | SD Worx-Protime            | + 20 s          |
| 9e | Anna van der Breggen  | Pays-Bas         | SD Worx-Protime            | + 20 s          |
| 10e | Mavi García           | Espagne          | Liv AlUla Jayco            | + 20 s          |

### 4eétape
| Pedrola - Borja | étape de moyenne montagne | (111 km) |

| \| Classement de l'étape \| Classement de l'étape \| Classement de l'étape \| Classement de l'étape \| Classement de l'étape \| \| Coureur \| Coureur \| Pays \| Équipe \| Temps \| \| --------------------- \| --------------------- \| --------------------- \| -------------------------- \| --------------------- \| \| 1re \| Anna van der Breggen \| Pays-Bas \| SD Worx-Protime \| 2 h 49 min 55 s \| \| 2e \| Marianne Vos \| Pays-Bas \| Team Visma \\| Lease a Bike \| + 12 s \| \| 3e \| Demi Vollering \| Pays-Bas \| FDJ-Suez \| + 12 s \| \| 4e \| Monica Trinca Colonel \| Italie \| Liv AlUla Jayco \| + 12 s \| \| 5e \| Cédrine Kerbaol \| France \| EF Education-Oatly \| + 12 s \| \| 6e \| Liane Lippert \| Allemagne \| Movistar Team \| + 12 s \| \| 7e \| Femke Gerritse \| Pays-Bas \| SD Worx-Protime \| + 12 s \| \| 8e \| Marlen Reusser \| Suisse \| Movistar Team \| + 12 s \| \| 9e \| Katarzyna Niewiadoma \| Pologne \| Canyon//SRAM zondacrypto \| + 12 s \| \| 10e \| Riejanne Markus \| Pays-Bas \| Lidl-Trek \| + 12 s \| |                       |           |                            |                 |
| |                       |           |                            |                 |
| |                       |           |                            |                 |
| Classement de l'étape |                       |           |                            |                 |
| Coureur | Coureur               | Pays      | Équipe                     | Temps           |
| 1re | Anna van der Breggen  | Pays-Bas  | SD Worx-Protime            | 2 h 49 min 55 s |
| 2e | Marianne Vos          | Pays-Bas  | Team Visma \| Lease a Bike | + 12 s          |
| 3e | Demi Vollering        | Pays-Bas  | FDJ-Suez                   | + 12 s          |
| 4e | Monica Trinca Colonel | Italie    | Liv AlUla Jayco            | + 12 s          |
| 5e | Cédrine Kerbaol       | France    | EF Education-Oatly         | + 12 s          |
| 6e | Liane Lippert         | Allemagne | Movistar Team              | + 12 s          |
| 7e | Femke Gerritse        | Pays-Bas  | SD Worx-Protime            | + 12 s          |
| 8e | Marlen Reusser        | Suisse    | Movistar Team              | + 12 s          |
| 9e | Katarzyna Niewiadoma  | Pologne   | Canyon//SRAM zondacrypto   | + 12 s          |
| 10e | Riejanne Markus       | Pays-Bas  | Lidl-Trek                  | + 12 s          |

| \| Classement général \| Classement général \| Classement général \| Classement général \| Classement général \| \| Coureur \| Coureur \| Pays \| Équipe \| Temps \| \| ------------------ \| --------------------- \| ------------------ \| -------------------------- \| ------------------ \| \| 1re \| Femke Gerritse \| Pays-Bas \| SD Worx-Protime \| 8 h 57 min 51 s \| \| 2e \| Anna van der Breggen \| Pays-Bas \| SD Worx-Protime \| + 4 s \| \| 3e \| Marianne Vos \| Pays-Bas \| Team Visma \\| Lease a Bike \| + 10 s \| \| 4e \| Demi Vollering \| Pays-Bas \| FDJ-Suez \| + 21 s \| \| 5e \| Riejanne Markus \| Pays-Bas \| Lidl-Trek \| + 23 s \| \| 6e \| Niamh Fisher-Black \| Nouvelle-Zélande \| Lidl-Trek \| + 23 s \| \| 7e \| Monica Trinca Colonel \| Italie \| Liv AlUla Jayco \| + 26 s \| \| 8e \| Mischa Bredewold \| Pays-Bas \| SD Worx-Protime \| + 26 s \| \| 9e \| Mavi García \| Espagne \| Liv AlUla Jayco \| + 26 s \| \| 10e \| Évita Muzic \| France \| FDJ-Suez \| + 29 s \| |                       |                  |                            |                 |
| |                       |                  |                            |                 |
| |                       |                  |                            |                 |
| Classement général |                       |                  |                            |                 |
| Coureur | Coureur               | Pays             | Équipe                     | Temps           |
| 1re | Femke Gerritse        | Pays-Bas         | SD Worx-Protime            | 8 h 57 min 51 s |
| 2e | Anna van der Breggen  | Pays-Bas         | SD Worx-Protime            | + 4 s           |
| 3e | Marianne Vos          | Pays-Bas         | Team Visma \| Lease a Bike | + 10 s          |
| 4e | Demi Vollering        | Pays-Bas         | FDJ-Suez                   | + 21 s          |
| 5e | Riejanne Markus       | Pays-Bas         | Lidl-Trek                  | + 23 s          |
| 6e | Niamh Fisher-Black    | Nouvelle-Zélande | Lidl-Trek                  | + 23 s          |
| 7e | Monica Trinca Colonel | Italie           | Liv AlUla Jayco            | + 26 s          |
| 8e | Mischa Bredewold      | Pays-Bas         | SD Worx-Protime            | + 26 s          |
| 9e | Mavi García           | Espagne          | Liv AlUla Jayco            | + 26 s          |
| 10e | Évita Muzic           | France           | FDJ-Suez                   | + 29 s          |

### 5eétape
| Golmayo - Lagunas de Neila | étape de montagne | (120 km) |

| \| Classement de l'étape \| Classement de l'étape \| Classement de l'étape \| Classement de l'étape \| Classement de l'étape \| \| Coureur \| Coureur \| Pays \| Équipe \| Temps \| \| --------------------- \| --------------------- \| --------------------- \| ------------------------------- \| --------------------- \| \| 1re \| Demi Vollering \| Pays-Bas \| FDJ-Suez \| 3 h 19 min 57 s \| \| 2e \| Marlen Reusser \| Suisse \| Movistar Team \| + 24 s \| \| 3e \| Anna van der Breggen \| Pays-Bas \| SD Worx-Protime \| + 56 s \| \| 4e \| Pauliena Rooijakkers \| Pays-Bas \| Fenix-Deceuninck \| + 1 min 10 s \| \| 5e \| Usoa Ostolaza \| Espagne \| Laboral Kutxa-Fundación Euskadi \| + 1 min 20 s \| \| 6e \| Cédrine Kerbaol \| France \| EF Education-Oatly \| + 1 min 23 s \| \| 7e \| Marion Bunel \| France \| Team Visma \\| Lease a Bike \| + 1 min 27 s \| \| 8e \| Juliette Labous \| France \| FDJ-Suez \| + 1 min 51 s \| \| 9e \| Riejanne Markus \| Pays-Bas \| Lidl-Trek \| + 1 min 53 s \| \| 10e \| Valentina Cavallar \| Autriche \| Arkéa-B&B Hotels Women \| + 2 min 01 s \| |                      |          |                                 |                 |
| |                      |          |                                 |                 |
| |                      |          |                                 |                 |
| Classement de l'étape |                      |          |                                 |                 |
| Coureur | Coureur              | Pays     | Équipe                          | Temps           |
| 1re | Demi Vollering       | Pays-Bas | FDJ-Suez                        | 3 h 19 min 57 s |
| 2e | Marlen Reusser       | Suisse   | Movistar Team                   | + 24 s          |
| 3e | Anna van der Breggen | Pays-Bas | SD Worx-Protime                 | + 56 s          |
| 4e | Pauliena Rooijakkers | Pays-Bas | Fenix-Deceuninck                | + 1 min 10 s    |
| 5e | Usoa Ostolaza        | Espagne  | Laboral Kutxa-Fundación Euskadi | + 1 min 20 s    |
| 6e | Cédrine Kerbaol      | France   | EF Education-Oatly              | + 1 min 23 s    |
| 7e | Marion Bunel         | France   | Team Visma \| Lease a Bike      | + 1 min 27 s    |
| 8e | Juliette Labous      | France   | FDJ-Suez                        | + 1 min 51 s    |
| 9e | Riejanne Markus      | Pays-Bas | Lidl-Trek                       | + 1 min 53 s    |
| 10e | Valentina Cavallar   | Autriche | Arkéa-B&B Hotels Women          | + 2 min 01 s    |

| \| Classement général \| Classement général \| Classement général \| Classement général \| Classement général \| \| Coureur \| Coureur \| Pays \| Équipe \| Temps \| \| ------------------ \| --------------------- \| ------------------ \| ------------------------------- \| ------------------ \| \| 1re \| Demi Vollering \| Pays-Bas \| FDJ-Suez \| 12 h 17 min 59 s \| \| 2e \| Anna van der Breggen \| Pays-Bas \| SD Worx-Protime \| + 45 s \| \| 3e \| Marlen Reusser \| Suisse \| Movistar Team \| + 46 s \| \| 4e \| Cédrine Kerbaol \| France \| EF Education-Oatly \| + 1 min 49 s \| \| 5e \| Riejanne Markus \| Pays-Bas \| Lidl-Trek \| + 2 min 05 s \| \| 6e \| Juliette Labous \| France \| FDJ-Suez \| + 2 min 09 s \| \| 7e \| Niamh Fisher-Black \| Nouvelle-Zélande \| Lidl-Trek \| + 2 min 19 s \| \| 8e \| Usoa Ostolaza \| Espagne \| Laboral Kutxa-Fundación Euskadi \| + 2 min 26 s \| \| 9e \| Monica Trinca Colonel \| Italie \| Liv AlUla Jayco \| + 2 min 35 s \| \| 10e \| Yara Kastelijn \| Pays-Bas \| Fenix-Deceuninck \| + 2 min 57 s \| |                       |                  |                                 |                  |
| |                       |                  |                                 |                  |
| |                       |                  |                                 |                  |
| Classement général |                       |                  |                                 |                  |
| Coureur | Coureur               | Pays             | Équipe                          | Temps            |
| 1re | Demi Vollering        | Pays-Bas         | FDJ-Suez                        | 12 h 17 min 59 s |
| 2e | Anna van der Breggen  | Pays-Bas         | SD Worx-Protime                 | + 45 s           |
| 3e | Marlen Reusser        | Suisse           | Movistar Team                   | + 46 s           |
| 4e | Cédrine Kerbaol       | France           | EF Education-Oatly              | + 1 min 49 s     |
| 5e | Riejanne Markus       | Pays-Bas         | Lidl-Trek                       | + 2 min 05 s     |
| 6e | Juliette Labous       | France           | FDJ-Suez                        | + 2 min 09 s     |
| 7e | Niamh Fisher-Black    | Nouvelle-Zélande | Lidl-Trek                       | + 2 min 19 s     |
| 8e | Usoa Ostolaza         | Espagne          | Laboral Kutxa-Fundación Euskadi | + 2 min 26 s     |
| 9e | Monica Trinca Colonel | Italie           | Liv AlUla Jayco                 | + 2 min 35 s     |
| 10e | Yara Kastelijn        | Pays-Bas         | Fenix-Deceuninck                | + 2 min 57 s     |

### 6eétape
| Becerril de Campos - Baltanás | étape de plaine | (126 km) |

| \| Classement de l'étape \| Classement de l'étape \| Classement de l'étape \| Classement de l'étape \| Classement de l'étape \| \| Coureur \| Coureur \| Pays \| Équipe \| Temps \| \| --------------------- \| ------------------------ \| --------------------- \| ------------------------------- \| --------------------- \| \| 1re \| Marianne Vos \| Pays-Bas \| Team Visma \\| Lease a Bike \| 3 h 00 min 09 s \| \| 2e \| Mischa Bredewold \| Pays-Bas \| SD Worx-Protime \| + 0 s \| \| 3e \| Ally Wollaston \| Nouvelle-Zélande \| FDJ-Suez \| + 0 s \| \| 4e \| Lara Gillespie \| Irlande \| UAE Team ADQ \| + 0 s \| \| 5e \| Nicole Steigenga \| Pays-Bas \| AG Insurance-Soudal Team \| + 0 s \| \| 6e \| Agnieszka Skalniak-Sójka \| Pologne \| Canyon//SRAM zondacrypto \| + 0 s \| \| 7e \| Cat Ferguson \| Royaume-Uni \| Movistar Team \| + 0 s \| \| 8e \| Megan Jastrab \| États-Unis \| Team Picnic PostNL \| + 0 s \| \| 9e \| Usoa Ostolaza \| Espagne \| Laboral Kutxa-Fundación Euskadi \| + 0 s \| \| 10e \| Imogen Wolff \| Royaume-Uni \| Team Visma \\| Lease a Bike \| + 0 s \| |                          |                  |                                 |                 |
| |                          |                  |                                 |                 |
| |                          |                  |                                 |                 |
| Classement de l'étape |                          |                  |                                 |                 |
| Coureur | Coureur                  | Pays             | Équipe                          | Temps           |
| 1re | Marianne Vos             | Pays-Bas         | Team Visma \| Lease a Bike      | 3 h 00 min 09 s |
| 2e | Mischa Bredewold         | Pays-Bas         | SD Worx-Protime                 | + 0 s           |
| 3e | Ally Wollaston           | Nouvelle-Zélande | FDJ-Suez                        | + 0 s           |
| 4e | Lara Gillespie           | Irlande          | UAE Team ADQ                    | + 0 s           |
| 5e | Nicole Steigenga         | Pays-Bas         | AG Insurance-Soudal Team        | + 0 s           |
| 6e | Agnieszka Skalniak-Sójka | Pologne          | Canyon//SRAM zondacrypto        | + 0 s           |
| 7e | Cat Ferguson             | Royaume-Uni      | Movistar Team                   | + 0 s           |
| 8e | Megan Jastrab            | États-Unis       | Team Picnic PostNL              | + 0 s           |
| 9e | Usoa Ostolaza            | Espagne          | Laboral Kutxa-Fundación Euskadi | + 0 s           |
| 10e | Imogen Wolff             | Royaume-Uni      | Team Visma \| Lease a Bike      | + 0 s           |

| \| Classement général \| Classement général \| Classement général \| Classement général \| Classement général \| \| Coureur \| Coureur \| Pays \| Équipe \| Temps \| \| ------------------ \| --------------------- \| ------------------ \| ------------------------------- \| ------------------ \| \| 1re \| Demi Vollering \| Pays-Bas \| FDJ-Suez \| 15 h 18 min 08 s \| \| 2e \| Anna van der Breggen \| Pays-Bas \| SD Worx-Protime \| + 45 s \| \| 3e \| Marlen Reusser \| Suisse \| Movistar Team \| + 46 s \| \| 4e \| Cédrine Kerbaol \| France \| EF Education-Oatly \| + 1 min 49 s \| \| 5e \| Riejanne Markus \| Pays-Bas \| Lidl-Trek \| + 2 min 05 s \| \| 6e \| Juliette Labous \| France \| FDJ-Suez \| + 2 min 09 s \| \| 7e \| Niamh Fisher-Black \| Nouvelle-Zélande \| Lidl-Trek \| + 2 min 19 s \| \| 8e \| Usoa Ostolaza \| Espagne \| Laboral Kutxa-Fundación Euskadi \| + 2 min 26 s \| \| 9e \| Monica Trinca Colonel \| Italie \| Liv AlUla Jayco \| + 2 min 35 s \| \| 10e \| Yara Kastelijn \| Pays-Bas \| Fenix-Deceuninck \| + 2 min 57 s \| |                       |                  |                                 |                  |
| |                       |                  |                                 |                  |
| |                       |                  |                                 |                  |
| Classement général |                       |                  |                                 |                  |
| Coureur | Coureur               | Pays             | Équipe                          | Temps            |
| 1re | Demi Vollering        | Pays-Bas         | FDJ-Suez                        | 15 h 18 min 08 s |
| 2e | Anna van der Breggen  | Pays-Bas         | SD Worx-Protime                 | + 45 s           |
| 3e | Marlen Reusser        | Suisse           | Movistar Team                   | + 46 s           |
| 4e | Cédrine Kerbaol       | France           | EF Education-Oatly              | + 1 min 49 s     |
| 5e | Riejanne Markus       | Pays-Bas         | Lidl-Trek                       | + 2 min 05 s     |
| 6e | Juliette Labous       | France           | FDJ-Suez                        | + 2 min 09 s     |
| 7e | Niamh Fisher-Black    | Nouvelle-Zélande | Lidl-Trek                       | + 2 min 19 s     |
| 8e | Usoa Ostolaza         | Espagne          | Laboral Kutxa-Fundación Euskadi | + 2 min 26 s     |
| 9e | Monica Trinca Colonel | Italie           | Liv AlUla Jayco                 | + 2 min 35 s     |
| 10e | Yara Kastelijn        | Pays-Bas         | Fenix-Deceuninck                | + 2 min 57 s     |

### 7eétape
| La Robla - Alto de Cotobello | étape de montagne | (152 km) |

| \| Classement de l'étape \| Classement de l'étape \| Classement de l'étape \| Classement de l'étape \| Classement de l'étape \| \| Coureur \| Coureur \| Pays \| Équipe \| Temps \| \| --------------------- \| --------------------- \| --------------------- \| -------------------------- \| --------------------- \| \| 1re \| Demi Vollering \| Pays-Bas \| FDJ-Suez \| 4 h 23 min 34 s \| \| 2e \| Marlen Reusser \| Suisse \| Movistar Team \| + 11 s \| \| 3e \| Anna van der Breggen \| Pays-Bas \| SD Worx-Protime \| + 25 s \| \| 4e \| Cédrine Kerbaol \| France \| EF Education-Oatly \| + 35 s \| \| 5e \| Niamh Fisher-Black \| Nouvelle-Zélande \| Lidl-Trek \| + 56 s \| \| 6e \| Juliette Labous \| France \| FDJ-Suez \| + 1 min 05 s \| \| 7e \| Monica Trinca Colonel \| Italie \| Liv AlUla Jayco \| + 1 min 22 s \| \| 8e \| Évita Muzic \| France \| FDJ-Suez \| + 1 min 42 s \| \| 9e \| Marion Bunel \| France \| Team Visma \\| Lease a Bike \| + 1 min 52 s \| \| 10e \| Nienke Vinke \| Pays-Bas \| Team Picnic PostNL \| + 2 min 06 s \| |                       |                  |                            |                 |
| |                       |                  |                            |                 |
| |                       |                  |                            |                 |
| Classement de l'étape |                       |                  |                            |                 |
| Coureur | Coureur               | Pays             | Équipe                     | Temps           |
| 1re | Demi Vollering        | Pays-Bas         | FDJ-Suez                   | 4 h 23 min 34 s |
| 2e | Marlen Reusser        | Suisse           | Movistar Team              | + 11 s          |
| 3e | Anna van der Breggen  | Pays-Bas         | SD Worx-Protime            | + 25 s          |
| 4e | Cédrine Kerbaol       | France           | EF Education-Oatly         | + 35 s          |
| 5e | Niamh Fisher-Black    | Nouvelle-Zélande | Lidl-Trek                  | + 56 s          |
| 6e | Juliette Labous       | France           | FDJ-Suez                   | + 1 min 05 s    |
| 7e | Monica Trinca Colonel | Italie           | Liv AlUla Jayco            | + 1 min 22 s    |
| 8e | Évita Muzic           | France           | FDJ-Suez                   | + 1 min 42 s    |
| 9e | Marion Bunel          | France           | Team Visma \| Lease a Bike | + 1 min 52 s    |
| 10e | Nienke Vinke          | Pays-Bas         | Team Picnic PostNL         | + 2 min 06 s    |

## Classements finals

### Classement général final
| \| Classement général \| Classement général \| Classement général \| Classement général \| Classement général \| \| Coureuse \| Coureuse \| Pays \| Équipe \| Temps \| \| ------------------ \| --------------------- \| ------------------ \| ------------------------------- \| ------------------ \| \| 1re \| Demi Vollering \| Pays-Bas \| FDJ-Suez \| 19 h 41 min 32 s \| \| 2e \| Marlen Reusser \| Suisse \| Movistar Team \| + 1 min 01 s \| \| 3e \| Anna van der Breggen \| Pays-Bas \| SD Worx-Protime \| + 1 min 16 s \| \| 4e \| Cédrine Kerbaol \| France \| EF Education-Oatly \| + 2 min 34 s \| \| 5e \| Juliette Labous \| France \| FDJ-Suez \| + 3 min 24 s \| \| 6e \| Niamh Fisher-Black \| Nouvelle-Zélande \| Lidl-Trek \| + 3 min 25 s \| \| 7e \| Monica Trinca Colonel \| Italie \| Liv AlUla Jayco \| + 4 min 07 s \| \| 8e \| Yara Kastelijn \| Pays-Bas \| Fenix-Deceuninck \| + 5 min 20 s \| \| 9e \| Nienke Vinke \| Pays-Bas \| Team Picnic PostNL \| + 5 min 40 s \| \| 10e \| Évita Muzic \| France \| FDJ-Suez \| + 5 min 41 s \| \| 11e \| Katarzyna Niewiadoma \| Pologne \| Canyon//SRAM zondacrypto \| + 5 min 57 s \| \| 12e \| Usoa Ostolaza \| Espagne \| Laboral Kutxa-Fundación Euskadi \| + 5 min 57 s \| \| 13e \| Riejanne Markus \| Pays-Bas \| Lidl-Trek \| + 6 min 07 s \| \| 14e \| Mareille Meijering \| Pays-Bas \| Movistar Team \| + 7 min 03 s \| \| 15e \| Ashleigh Moolman \| Afrique du Sud \| AG Insurance-Soudal Team \| + 7 min 28 s \| \| 16e \| Thalita de Jong \| Pays-Bas \| Human Powered Health \| + 7 min 49 s \| \| 17e \| Eleonora Ciabocco \| Italie \| Team Picnic PostNL \| + 7 min 53 s \| \| 18e \| Mavi García \| Espagne \| Liv AlUla Jayco \| + 8 min 07 s \| \| 19e \| Katrine Aalerud \| Norvège \| Uno-X Mobility \| + 8 min 20 s \| \| 20e \| Shirin van Anrooij \| Pays-Bas \| Lidl-Trek \| + 9 min 18 s \| |                       |                  |                                 |                  |
| |                       |                  |                                 |                  |
| Source : ProCyclingStats |                       |                  |                                 |                  |
| Classement général |                       |                  |                                 |                  |
| Coureuse | Coureuse              | Pays             | Équipe                          | Temps            |
| 1re | Demi Vollering        | Pays-Bas         | FDJ-Suez                        | 19 h 41 min 32 s |
| 2e | Marlen Reusser        | Suisse           | Movistar Team                   | + 1 min 01 s     |
| 3e | Anna van der Breggen  | Pays-Bas         | SD Worx-Protime                 | + 1 min 16 s     |
| 4e | Cédrine Kerbaol       | France           | EF Education-Oatly              | + 2 min 34 s     |
| 5e | Juliette Labous       | France           | FDJ-Suez                        | + 3 min 24 s     |
| 6e | Niamh Fisher-Black    | Nouvelle-Zélande | Lidl-Trek                       | + 3 min 25 s     |
| 7e | Monica Trinca Colonel | Italie           | Liv AlUla Jayco                 | + 4 min 07 s     |
| 8e | Yara Kastelijn        | Pays-Bas         | Fenix-Deceuninck                | + 5 min 20 s     |
| 9e | Nienke Vinke          | Pays-Bas         | Team Picnic PostNL              | + 5 min 40 s     |
| 10e | Évita Muzic           | France           | FDJ-Suez                        | + 5 min 41 s     |
| 11e | Katarzyna Niewiadoma  | Pologne          | Canyon//SRAM zondacrypto        | + 5 min 57 s     |
| 12e | Usoa Ostolaza         | Espagne          | Laboral Kutxa-Fundación Euskadi | + 5 min 57 s     |
| 13e | Riejanne Markus       | Pays-Bas         | Lidl-Trek                       | + 6 min 07 s     |
| 14e | Mareille Meijering    | Pays-Bas         | Movistar Team                   | + 7 min 03 s     |
| 15e | Ashleigh Moolman      | Afrique du Sud   | AG Insurance-Soudal Team        | + 7 min 28 s     |
| 16e | Thalita de Jong       | Pays-Bas         | Human Powered Health            | + 7 min 49 s     |
| 17e | Eleonora Ciabocco     | Italie           | Team Picnic PostNL              | + 7 min 53 s     |
| 18e | Mavi García           | Espagne          | Liv AlUla Jayco                 | + 8 min 07 s     |
| 19e | Katrine Aalerud       | Norvège          | Uno-X Mobility                  | + 8 min 20 s     |
| 20e | Shirin van Anrooij    | Pays-Bas         | Lidl-Trek                       | + 9 min 18 s     |

### Classements annexes
| Classement par points | Classement par points | Classement par points | Classement par points | Classement par points |
| Coureuse              | Coureuse              | Pays                  | Équipe                | Points                |
| --------------------- | --------------------- | --------------------- | --------------------- | --------------------- |

| Classement par points | Classement par points | Classement par points | Classement par points | Classement par points |
| Coureuse              | Coureuse              | Pays                  | Équipe                | Points                |
| --------------------- | --------------------- | --------------------- | --------------------- | --------------------- |

| Classement de la montagne | Classement de la montagne | Classement de la montagne | Classement de la montagne | Classement de la montagne |
| Coureuse                  | Coureuse                  | Pays                      | Équipe                    | Points                    |
| ------------------------- | ------------------------- | ------------------------- | ------------------------- | ------------------------- |

| Classement de la montagne | Classement de la montagne | Classement de la montagne | Classement de la montagne | Classement de la montagne |
| Coureuse                  | Coureuse                  | Pays                      | Équipe                    | Points                    |
| ------------------------- | ------------------------- | ------------------------- | ------------------------- | ------------------------- |

| Classement par équipes | Classement par équipes | Classement par équipes | Classement par équipes |
| Équipe                 | Équipe                 | Pays                   | Temps                  |
| ---------------------- | ---------------------- | ---------------------- | ---------------------- |

| Classement par équipes | Classement par équipes | Classement par équipes | Classement par équipes |
| Équipe                 | Équipe                 | Pays                   | Temps                  |
| ---------------------- | ---------------------- | ---------------------- | ---------------------- |

### Points attribués
| Position                  | 1er | 2e  | 3e  | 4e  | 5e  | 6e  | 7e  | 8e  | 9e | 10e | 11e | 12e | 13e | 14e | 15e | 16e à 20e | 21e à 30e | 31e à 40e |  |  |
| Classement général        | 400 | 320 | 260 | 220 | 180 | 140 | 120 | 100 | 80 | 68  | 56  | 48  | 40  | 32  | 28  | 24        | 16        | 8         |  |  |
| Étapes et demi-étapes     | 50  | 40  | 30  | 25  | 20  | 18  | 15  | 10  | 8  | 6   |     |     |     |     |     |           |           |           |  |  |
| Port du maillot de leader | 8   |     |     |     |     |     |     |     |    |     |     |     |     |     |     |           |           |           |  |  |

## Évolution des classements
| Étape              |                              | Vainqueur _          | Classement général  | Classement par points | Meilleure grimpeuse | Super-combative _    | Meilleure équipe _   |
| ------------------ | ---------------------------- | -------------------- | ------------------- | --------------------- | ------------------- | -------------------- | -------------------- |
| 1re étape          | contre-la-montre par équipes | Lidl-Trek            | Ellen van Dijk      | non attribué          | non attribué        | non attribué         | Lidl-Trek            |
| 2e étape           | étape vallonnée              | Marianne Vos         | Letizia Paternoster | Marianne Vos          | Ane Santesteban     | Elena Cecchini       | Lidl-Trek            |
| 3e étape           | étape de plaine              | Femke Gerritse       | Femke Gerritse      | Marianne Vos          | Ane Santesteban     | Maaike Coljé         | Lidl-Trek            |
| 4e étape           | étape de moyenne montagne    | Anna van der Breggen | Femke Gerritse      | Marianne Vos          | Évita Muzic         | India Grangier       | Team SD Worx-Protime |
| 5e étape           | étape de montagne            | Demi Vollering       | Demi Vollering      | Marianne Vos          | Demi Vollering      | Arianna Fidanza      | FDJ-Suez             |
| 6e étape           | étape de plaine              | Marianne Vos         | Demi Vollering      | Marianne Vos          | Demi Vollering      | Nicole Steigenga     | FDJ-Suez             |
| 7e étape           | étape de montagne            | Demi Vollering       | Demi Vollering      | Marianne Vos          | Demi Vollering      | Anna van der Breggen | FDJ-Suez             |
| Classements finals | Classements finals           |                      | Demi Vollering      | Marianne Vos          | Demi Vollering      | Anna van der Breggen | FDJ-Suez             |

## Liste des participantes
| FDJ-Suez TFS | FDJ-Suez TFS                     | FDJ-Suez TFS |
| ------------ | -------------------------------- | ------------ |
| Num          | Coureuse                         | Pos          |
| 1            | Demi Vollering (NED)             | 1re          |
| 2            | Juliette Labous (FRA) (route)    | 5e           |
| 3            | Évita Muzic (FRA)                | 10e          |
| 4            | Loes Adegeest (NED)              | AB-4         |
| 5            | Vittoria Guazzini (ITA) (chrono) | 84e          |
| 6            | Ally Wollaston (NZL)             | 52e          |
| 7            | Marie Le Net (FRA)               | 79e          |

| SD Worx-Protime SDW | SD Worx-Protime SDW        | SD Worx-Protime SDW |
| ------------------- | -------------------------- | ------------------- |
| Num                 | Coureuse                   | Pos                 |
| 11                  | Anna van der Breggen (NED) | 3e                  |
| 12                  | Mischa Bredewold (NED)     | 33e                 |
| 13                  | Elena Cecchini (ITA)       | 78e                 |
| 14                  | Femke Gerritse (NED)       | 55e                 |
| 15                  | Mikayla Harvey (NZL)       | 42e                 |
| 16                  | Femke Markus (NED)         | 58e                 |
| 17                  | Lisa van Belle (NED)       | 82e                 |

| UAE Team ADQ UAD | UAE Team ADQ UAD       | UAE Team ADQ UAD |
| ---------------- | ---------------------- | ---------------- |
| Num              | Coureuse               | Pos              |
| 21               | Erica Magnaldi (ITA)   | 23e              |
| 22               | Lara Gillespie (IRL)   | 70e              |
| 23               | Elizabeth Holden (GBR) | AB-5             |
| 24               | Alena Ivanchenko (RUS) | 47e              |
| 25               | Greta Marturano (ITA)  | NP-4             |
| 26               | Maëva Squiban (FRA)    | 61e              |

| Lidl-Trek LTK | Lidl-Trek LTK                  | Lidl-Trek LTK |
| ------------- | ------------------------------ | ------------- |
| Num           | Coureuse                       | Pos           |
| 31            | Emma Norsgaard (DEN) (chrono)  | 75e           |
| 32            | Lizzie Deignan (GBR)           | AB-7          |
| 33            | Niamh Fisher-Black (NZL)       | 6e            |
| 34            | Anna Henderson (GBR) (chrono)  | 37e           |
| 35            | Riejanne Markus (NED) (chrono) | 13e           |
| 36            | Ellen van Dijk (NED)           | 59e           |
| 37            | Shirin van Anrooij (NED)       | 20e           |

| EF Education-Oatly EFC | EF Education-Oatly EFC         | EF Education-Oatly EFC |
| ---------------------- | ------------------------------ | ---------------------- |
| Num                    | Coureuse                       | Pos                    |
| 41                     | Cédrine Kerbaol (FRA)          | 4e                     |
| 42                     | Letizia Borghesi (ITA)         | 62e                    |
| 43                     | Henrietta Christie (NZL)       | 71e                    |
| 44                     | Kristen Faulkner (USA) (route) | 50e                    |
| 45                     | Sarah Roy (AUS)                | AB-7                   |
| 46                     | Magdeleine Vallieres (CAN)     | 30e                    |
| 47                     | Babette van der Wolf (NED)     | AB-7                   |

| Canyon//SRAM zondacrypto CSZ | Canyon//SRAM zondacrypto CSZ   | Canyon//SRAM zondacrypto CSZ |
| ---------------------------- | ------------------------------ | ---------------------------- |
| Num                          | Coureuse                       | Pos                          |
| 51                           | Neve Bradbury (AUS)            | AB-7                         |
| 52                           | Justyna Czapla (GER)           | 72e                          |
| 53                           | Chloé Dygert (USA)             | NP-3                         |
| 54                           | Anastasiya Kolesava (BLR)      | 99e                          |
| 55                           | Katarzyna Niewiadoma (POL)     | 11e                          |
| 56                           | Agnieszka Skalniak-Sójka (POL) | 53e                          |
| 57                           | Maike van der Duin (NED)       | AB-7                         |

| Liv AlUla Jayco LIV | Liv AlUla Jayco LIV         | Liv AlUla Jayco LIV |
| ------------------- | --------------------------- | ------------------- |
| Num                 | Coureuse                    | Pos                 |
| 61                  | Mavi García (ESP)           | 18e                 |
| 62                  | Georgia Baker (AUS)         | NP-3                |
| 63                  | Jeanne Korevaar (NED)       | 67e                 |
| 64                  | Amber Pate (AUS)            | 76e                 |
| 65                  | Josie Talbot (AUS)          | 57e                 |
| 66                  | Monica Trinca Colonel (ITA) | 7e                  |
| 67                  | Letizia Paternoster (ITA)   | 80e                 |

| Fenix-Deceuninck FDC | Fenix-Deceuninck FDC             | Fenix-Deceuninck FDC |
| -------------------- | -------------------------------- | -------------------- |
| Num                  | Coureuse                         | Pos                  |
| 71                   | Yara Kastelijn (NED)             | 8e                   |
| 72                   | Ceylin del Carmen Alvarado (NED) | 65e                  |
| 73                   | Millie Couzens (GBR)             | 87e                  |
| 74                   | Flora Perkins (GBR)              | 69e                  |
| 75                   | Pauliena Rooijakkers (NED)       | 29e                  |
| 76                   | Carina Schrempf (AUT)            | NP-4                 |
| 77                   | Aniek van Alphen (NED)           | 106e                 |

| Team Visma \| Lease a Bike TVL | Team Visma \| Lease a Bike TVL | Team Visma \| Lease a Bike TVL |
| ------------------------------ | ------------------------------ | ------------------------------ |
| Num                            | Coureuse                       | Pos                            |
| 81                             | Marianne Vos (NED)             | 40e                            |
| 82                             | Pauline Ferrand-Prévot (FRA)   | NP-5                           |
| 83                             | Femke de Vries (NED)           | 51e                            |
| 84                             | Marion Bunel (FRA)             | 24e                            |
| 85                             | Maud Oudeman (NED)             | 35e                            |
| 86                             | Viktória Chladoňová (SVK)      | 36e                            |
| 87                             | Imogen Wolff (GBR)             | 66e                            |

| Uno-X Mobility UXM | Uno-X Mobility UXM                  | Uno-X Mobility UXM |
| ------------------ | ----------------------------------- | ------------------ |
| Num                | Coureuse                            | Pos                |
| 91                 | Katrine Aalerud (NOR) (chrono)      | 19e                |
| 92                 | Susanne Andersen (NOR)              | 102e               |
| 93                 | Solbjørk Minke Anderson (DEN)       | NP-6               |
| 94                 | Ingvild Gåskjenn (NOR)              | 49e                |
| 95                 | Anouska Koster (NED)                | AB-7               |
| 96                 | Mie Bjørndal Ottestad (NOR) (route) | 27e                |
| 97                 | Linda Zanetti (SUI)                 | NP-7               |

| Movistar Team MOV | Movistar Team MOV                    | Movistar Team MOV |
| ----------------- | ------------------------------------ | ----------------- |
| Num               | Coureuse                             | Pos               |
| 101               | Olivia Baril (CAN) (route)           | 94e               |
| 102               | Cat Ferguson (GBR)                   | 64e               |
| 103               | Ana Vitória Magalhães (BRA) (chrono) | 48e               |
| 104               | Liane Lippert (GER)                  | 41e               |
| 105               | Sara Martín (ESP)                    | 77e               |
| 106               | Mareille Meijering (NED)             | 14e               |
| 107               | Marlen Reusser (SUI)                 | 2e                |

| AG Insurance-Soudal Team AGS | AG Insurance-Soudal Team AGS   | AG Insurance-Soudal Team AGS |
| ---------------------------- | ------------------------------ | ---------------------------- |
| Num                          | Coureuse                       | Pos                          |
| 111                          | Ashleigh Moolman (RSA) (route) | 15e                          |
| 112                          | Mireia Benito (ESP) (chrono)   | NP-1                         |
| 113                          | Julia Borgström (SWE)          | 74e                          |
| 114                          | Justine Ghekiere (BEL)         | 34e                          |
| 115                          | Marthe Goossens (BEL)          | 88e                          |
| 116                          | Nicole Steigenga (NED)         | 83e                          |
| 117                          | Julie Van de Velde (BEL)       | 56e                          |

| Human Powered Health HPH | Human Powered Health HPH | Human Powered Health HPH |
| ------------------------ | ------------------------ | ------------------------ |
| Num                      | Coureuse                 | Pos                      |
| 121                      | Thalita de Jong (NED)    | 16e                      |
| 122                      | Romy Kasper (GER)        | AB-7                     |
| 123                      | Barbara Malcotti (ITA)   | 22e                      |
| 124                      | Mona Mitterwallner (AUT) | NP-4                     |
| 125                      | Marit Raaijmakers (NED)  | 28e                      |
| 126                      | Lily Williams (USA)      | AB-7                     |
| 127                      | Silvia Zanardi (ITA)     | 100e                     |

| Team Picnic PostNL TPP | Team Picnic PostNL TPP        | Team Picnic PostNL TPP |
| ---------------------- | ----------------------------- | ---------------------- |
| Num                    | Coureuse                      | Pos                    |
| 131                    | Nienke Vinke (NED)            | 9e                     |
| 132                    | Eleonora Ciabocco (ITA)       | 17e                    |
| 133                    | Pfeiffer Georgi (GBR) (route) | 43e                    |
| 134                    | Megan Jastrab (USA)           | 60e                    |
| 135                    | Franziska Koch (GER) (route)  | 32e                    |
| 136                    | Josie Nelson (GBR)            | 98e                    |
| 137                    | Mara Roldan (CAN)             | 25e                    |

| Laboral Kutxa-Fundación Euskadi LKF | Laboral Kutxa-Fundación Euskadi LKF | Laboral Kutxa-Fundación Euskadi LKF |
| ----------------------------------- | ----------------------------------- | ----------------------------------- |
| Num                                 | Coureuse                            | Pos                                 |
| 141                                 | Ane Santesteban (ESP)               | 63e                                 |
| 142                                 | Julia Biryukova (UKR) (chrono)      | 31e                                 |
| 143                                 | Arianna Fidanza (ITA)               | NP-7                                |
| 144                                 | Usoa Ostolaza (ESP) (route)         | 12e                                 |
| 145                                 | Debora Silvestri (ITA)              | AB-7                                |
| 146                                 | Alba Teruel (ESP)                   | AB-7                                |
| 147                                 | Laura Tomasi (ITA)                  | NP-4                                |

| Arkéa-B&B Hotels Women ARK | Arkéa-B&B Hotels Women ARK | Arkéa-B&B Hotels Women ARK |
| -------------------------- | -------------------------- | -------------------------- |
| Num                        | Coureuse                   | Pos                        |
| 151                        | Valentina Cavallar (AUT)   | 26e                        |
| 152                        | Laura Asencio (FRA)        | NP-4                       |
| 153                        | Maaike Coljé (NED)         | 86e                        |
| 154                        | Michaela Drummond (NZL)    | AB-7                       |
| 155                        | Emilia Fahlin (SWE)        | AB-4                       |
| 156                        | Titia Ryo (FRA)            | 38e                        |
| 157                        | Maurène Trégouët (FRA)     | 109e                       |

| Cofidis COF | Cofidis COF             | Cofidis COF |
| ----------- | ----------------------- | ----------- |
| Num         | Coureuse                | Pos         |
| 161         | Martina Alzini (ITA)    | 95e         |
| 162         | Marion Borras (FRA)     | 105e        |
| 163         | Eugenia Bujak (SLO)     | 89e         |
| 164         | Amalie Dideriksen (DEN) | 93e         |
| 165         | Špela Kern (SLO)        | AB-5        |
| 166         | Clara Koppenburg (GER)  | 91e         |
| 167         | Nikola Nosková (CZE)    | 73e         |

| Team Coop-Repsol HPU | Team Coop-Repsol HPU                         | Team Coop-Repsol HPU |
| -------------------- | -------------------------------------------- | -------------------- |
| Num                  | Coureuse                                     | Pos                  |
| 171                  | Stine Dale (NOR)                             | NP-6                 |
| 172                  | India Grangier (FRA)                         | 45e                  |
| 173                  | Tiril Jørgensen (NOR)                        | 39e                  |
| 174                  | Stina Kagevi (SWE)                           | 21e                  |
| 175                  | Magdalene Lind (NOR)                         | NP-7                 |
| 176                  | Laura Lizette Sander (EST) (route et chrono) | NP-3                 |
| 177                  | Aidi Gerde Tuisk (EST)                       | 112e                 |

| Bepink-Imatra-Bongioanni BPK | Bepink-Imatra-Bongioanni BPK           | Bepink-Imatra-Bongioanni BPK |
| ---------------------------- | -------------------------------------- | ---------------------------- |
| Num                          | Coureuse                               | Pos                          |
| 181                          | Nora Jenčušová (SVK) (route et chrono) | 103e                         |
| 182                          | Andrea Casagranda (ITA)                | 90e                          |
| 183                          | Marina Garau Roca (ESP)                | 111e                         |
| 184                          | Linda Laporta (ITA)                    | AB-7                         |
| 185                          | Aileen Schweikart (GER)                | 44e                          |
| 186                          | Meike Uiterwijk Winkel (NED)           | 97e                          |
| 187                          | Elisa Valtulini (ITA)                  | 81e                          |

| Eneicat-CMTeam EIC | Eneicat-CMTeam EIC                     | Eneicat-CMTeam EIC |
| ------------------ | -------------------------------------- | ------------------ |
| Num                | Coureuse                               | Pos                |
| 191                | Ariana Gilabert (ESP)                  | 54e                |
| 192                | Ainara Albert (ESP)                    | 104e               |
| 193                | Andrea Alzate (COL)                    | 108e               |
| 194                | Daniela Campos (POR) (route et chrono) | AB-7               |
| 195                | Angie Mariana Londoño (COL)            | 96e                |
| 196                | Claudia San Justo (ESP)                | 110e               |
| 197                | Nicole Steinmetz (USA)                 | 68e                |

| Lotto Ladies LOL | Lotto Ladies LOL            | Lotto Ladies LOL |
| ---------------- | --------------------------- | ---------------- |
| Num              | Coureuse                    | Pos              |
| 201              | Audrey De Keersmaeker (BEL) | NP-5             |
| 202              | Maureen Arens (NED)         | 107e             |
| 203              | Dina Boels (BEL)            | 101e             |
| 204              | Esmée Gielkens (BEL)        | AB-5             |
| 205              | Romina Hinojosa (MEX)       | 46e              |
| 206              | Lea Lin Teutenberg (GER)    | 92e              |
| 207              | Anna van Wersch (NED)       | 85e              |

| FDJ-Suez TFS | FDJ-Suez TFS                     | FDJ-Suez TFS |
| ------------ | -------------------------------- | ------------ |
| Num          | Coureuse                         | Pos          |
| 1            | Demi Vollering (NED)             | 1re          |
| 2            | Juliette Labous (FRA) (route)    | 5e           |
| 3            | Évita Muzic (FRA)                | 10e          |
| 4            | Loes Adegeest (NED)              | AB-4         |
| 5            | Vittoria Guazzini (ITA) (chrono) | 84e          |
| 6            | Ally Wollaston (NZL)             | 52e          |
| 7            | Marie Le Net (FRA)               | 79e          |

| SD Worx-Protime SDW | SD Worx-Protime SDW        | SD Worx-Protime SDW |
| ------------------- | -------------------------- | ------------------- |
| Num                 | Coureuse                   | Pos                 |
| 11                  | Anna van der Breggen (NED) | 3e                  |
| 12                  | Mischa Bredewold (NED)     | 33e                 |
| 13                  | Elena Cecchini (ITA)       | 78e                 |
| 14                  | Femke Gerritse (NED)       | 55e                 |
| 15                  | Mikayla Harvey (NZL)       | 42e                 |
| 16                  | Femke Markus (NED)         | 58e                 |
| 17                  | Lisa van Belle (NED)       | 82e                 |

| UAE Team ADQ UAD | UAE Team ADQ UAD       | UAE Team ADQ UAD |
| ---------------- | ---------------------- | ---------------- |
| Num              | Coureuse               | Pos              |
| 21               | Erica Magnaldi (ITA)   | 23e              |
| 22               | Lara Gillespie (IRL)   | 70e              |
| 23               | Elizabeth Holden (GBR) | AB-5             |
| 24               | Alena Ivanchenko (RUS) | 47e              |
| 25               | Greta Marturano (ITA)  | NP-4             |
| 26               | Maëva Squiban (FRA)    | 61e              |

| Lidl-Trek LTK | Lidl-Trek LTK                  | Lidl-Trek LTK |
| ------------- | ------------------------------ | ------------- |
| Num           | Coureuse                       | Pos           |
| 31            | Emma Norsgaard (DEN) (chrono)  | 75e           |
| 32            | Lizzie Deignan (GBR)           | AB-7          |
| 33            | Niamh Fisher-Black (NZL)       | 6e            |
| 34            | Anna Henderson (GBR) (chrono)  | 37e           |
| 35            | Riejanne Markus (NED) (chrono) | 13e           |
| 36            | Ellen van Dijk (NED)           | 59e           |
| 37            | Shirin van Anrooij (NED)       | 20e           |

| EF Education-Oatly EFC | EF Education-Oatly EFC         | EF Education-Oatly EFC |
| ---------------------- | ------------------------------ | ---------------------- |
| Num                    | Coureuse                       | Pos                    |
| 41                     | Cédrine Kerbaol (FRA)          | 4e                     |
| 42                     | Letizia Borghesi (ITA)         | 62e                    |
| 43                     | Henrietta Christie (NZL)       | 71e                    |
| 44                     | Kristen Faulkner (USA) (route) | 50e                    |
| 45                     | Sarah Roy (AUS)                | AB-7                   |
| 46                     | Magdeleine Vallieres (CAN)     | 30e                    |
| 47                     | Babette van der Wolf (NED)     | AB-7                   |

| Canyon//SRAM zondacrypto CSZ | Canyon//SRAM zondacrypto CSZ   | Canyon//SRAM zondacrypto CSZ |
| ---------------------------- | ------------------------------ | ---------------------------- |
| Num                          | Coureuse                       | Pos                          |
| 51                           | Neve Bradbury (AUS)            | AB-7                         |
| 52                           | Justyna Czapla (GER)           | 72e                          |
| 53                           | Chloé Dygert (USA)             | NP-3                         |
| 54                           | Anastasiya Kolesava (BLR)      | 99e                          |
| 55                           | Katarzyna Niewiadoma (POL)     | 11e                          |
| 56                           | Agnieszka Skalniak-Sójka (POL) | 53e                          |
| 57                           | Maike van der Duin (NED)       | AB-7                         |

| Liv AlUla Jayco LIV | Liv AlUla Jayco LIV         | Liv AlUla Jayco LIV |
| ------------------- | --------------------------- | ------------------- |
| Num                 | Coureuse                    | Pos                 |
| 61                  | Mavi García (ESP)           | 18e                 |
| 62                  | Georgia Baker (AUS)         | NP-3                |
| 63                  | Jeanne Korevaar (NED)       | 67e                 |
| 64                  | Amber Pate (AUS)            | 76e                 |
| 65                  | Josie Talbot (AUS)          | 57e                 |
| 66                  | Monica Trinca Colonel (ITA) | 7e                  |
| 67                  | Letizia Paternoster (ITA)   | 80e                 |

| Fenix-Deceuninck FDC | Fenix-Deceuninck FDC             | Fenix-Deceuninck FDC |
| -------------------- | -------------------------------- | -------------------- |
| Num                  | Coureuse                         | Pos                  |
| 71                   | Yara Kastelijn (NED)             | 8e                   |
| 72                   | Ceylin del Carmen Alvarado (NED) | 65e                  |
| 73                   | Millie Couzens (GBR)             | 87e                  |
| 74                   | Flora Perkins (GBR)              | 69e                  |
| 75                   | Pauliena Rooijakkers (NED)       | 29e                  |
| 76                   | Carina Schrempf (AUT)            | NP-4                 |
| 77                   | Aniek van Alphen (NED)           | 106e                 |

| Team Visma \| Lease a Bike TVL | Team Visma \| Lease a Bike TVL | Team Visma \| Lease a Bike TVL |
| ------------------------------ | ------------------------------ | ------------------------------ |
| Num                            | Coureuse                       | Pos                            |
| 81                             | Marianne Vos (NED)             | 40e                            |
| 82                             | Pauline Ferrand-Prévot (FRA)   | NP-5                           |
| 83                             | Femke de Vries (NED)           | 51e                            |
| 84                             | Marion Bunel (FRA)             | 24e                            |
| 85                             | Maud Oudeman (NED)             | 35e                            |
| 86                             | Viktória Chladoňová (SVK)      | 36e                            |
| 87                             | Imogen Wolff (GBR)             | 66e                            |

| Uno-X Mobility UXM | Uno-X Mobility UXM                  | Uno-X Mobility UXM |
| ------------------ | ----------------------------------- | ------------------ |
| Num                | Coureuse                            | Pos                |
| 91                 | Katrine Aalerud (NOR) (chrono)      | 19e                |
| 92                 | Susanne Andersen (NOR)              | 102e               |
| 93                 | Solbjørk Minke Anderson (DEN)       | NP-6               |
| 94                 | Ingvild Gåskjenn (NOR)              | 49e                |
| 95                 | Anouska Koster (NED)                | AB-7               |
| 96                 | Mie Bjørndal Ottestad (NOR) (route) | 27e                |
| 97                 | Linda Zanetti (SUI)                 | NP-7               |

| Movistar Team MOV | Movistar Team MOV                    | Movistar Team MOV |
| ----------------- | ------------------------------------ | ----------------- |
| Num               | Coureuse                             | Pos               |
| 101               | Olivia Baril (CAN) (route)           | 94e               |
| 102               | Cat Ferguson (GBR)                   | 64e               |
| 103               | Ana Vitória Magalhães (BRA) (chrono) | 48e               |
| 104               | Liane Lippert (GER)                  | 41e               |
| 105               | Sara Martín (ESP)                    | 77e               |
| 106               | Mareille Meijering (NED)             | 14e               |
| 107               | Marlen Reusser (SUI)                 | 2e                |

| AG Insurance-Soudal Team AGS | AG Insurance-Soudal Team AGS   | AG Insurance-Soudal Team AGS |
| ---------------------------- | ------------------------------ | ---------------------------- |
| Num                          | Coureuse                       | Pos                          |
| 111                          | Ashleigh Moolman (RSA) (route) | 15e                          |
| 112                          | Mireia Benito (ESP) (chrono)   | NP-1                         |
| 113                          | Julia Borgström (SWE)          | 74e                          |
| 114                          | Justine Ghekiere (BEL)         | 34e                          |
| 115                          | Marthe Goossens (BEL)          | 88e                          |
| 116                          | Nicole Steigenga (NED)         | 83e                          |
| 117                          | Julie Van de Velde (BEL)       | 56e                          |

| Human Powered Health HPH | Human Powered Health HPH | Human Powered Health HPH |
| ------------------------ | ------------------------ | ------------------------ |
| Num                      | Coureuse                 | Pos                      |
| 121                      | Thalita de Jong (NED)    | 16e                      |
| 122                      | Romy Kasper (GER)        | AB-7                     |
| 123                      | Barbara Malcotti (ITA)   | 22e                      |
| 124                      | Mona Mitterwallner (AUT) | NP-4                     |
| 125                      | Marit Raaijmakers (NED)  | 28e                      |
| 126                      | Lily Williams (USA)      | AB-7                     |
| 127                      | Silvia Zanardi (ITA)     | 100e                     |

| Team Picnic PostNL TPP | Team Picnic PostNL TPP        | Team Picnic PostNL TPP |
| ---------------------- | ----------------------------- | ---------------------- |
| Num                    | Coureuse                      | Pos                    |
| 131                    | Nienke Vinke (NED)            | 9e                     |
| 132                    | Eleonora Ciabocco (ITA)       | 17e                    |
| 133                    | Pfeiffer Georgi (GBR) (route) | 43e                    |
| 134                    | Megan Jastrab (USA)           | 60e                    |
| 135                    | Franziska Koch (GER) (route)  | 32e                    |
| 136                    | Josie Nelson (GBR)            | 98e                    |
| 137                    | Mara Roldan (CAN)             | 25e                    |

| Laboral Kutxa-Fundación Euskadi LKF | Laboral Kutxa-Fundación Euskadi LKF | Laboral Kutxa-Fundación Euskadi LKF |
| ----------------------------------- | ----------------------------------- | ----------------------------------- |
| Num                                 | Coureuse                            | Pos                                 |
| 141                                 | Ane Santesteban (ESP)               | 63e                                 |
| 142                                 | Julia Biryukova (UKR) (chrono)      | 31e                                 |
| 143                                 | Arianna Fidanza (ITA)               | NP-7                                |
| 144                                 | Usoa Ostolaza (ESP) (route)         | 12e                                 |
| 145                                 | Debora Silvestri (ITA)              | AB-7                                |
| 146                                 | Alba Teruel (ESP)                   | AB-7                                |
| 147                                 | Laura Tomasi (ITA)                  | NP-4                                |

| Arkéa-B&B Hotels Women ARK | Arkéa-B&B Hotels Women ARK | Arkéa-B&B Hotels Women ARK |
| -------------------------- | -------------------------- | -------------------------- |
| Num                        | Coureuse                   | Pos                        |
| 151                        | Valentina Cavallar (AUT)   | 26e                        |
| 152                        | Laura Asencio (FRA)        | NP-4                       |
| 153                        | Maaike Coljé (NED)         | 86e                        |
| 154                        | Michaela Drummond (NZL)    | AB-7                       |
| 155                        | Emilia Fahlin (SWE)        | AB-4                       |
| 156                        | Titia Ryo (FRA)            | 38e                        |
| 157                        | Maurène Trégouët (FRA)     | 109e                       |

| Cofidis COF | Cofidis COF             | Cofidis COF |
| ----------- | ----------------------- | ----------- |
| Num         | Coureuse                | Pos         |
| 161         | Martina Alzini (ITA)    | 95e         |
| 162         | Marion Borras (FRA)     | 105e        |
| 163         | Eugenia Bujak (SLO)     | 89e         |
| 164         | Amalie Dideriksen (DEN) | 93e         |
| 165         | Špela Kern (SLO)        | AB-5        |
| 166         | Clara Koppenburg (GER)  | 91e         |
| 167         | Nikola Nosková (CZE)    | 73e         |

| Team Coop-Repsol HPU | Team Coop-Repsol HPU                         | Team Coop-Repsol HPU |
| -------------------- | -------------------------------------------- | -------------------- |
| Num                  | Coureuse                                     | Pos                  |
| 171                  | Stine Dale (NOR)                             | NP-6                 |
| 172                  | India Grangier (FRA)                         | 45e                  |
| 173                  | Tiril Jørgensen (NOR)                        | 39e                  |
| 174                  | Stina Kagevi (SWE)                           | 21e                  |
| 175                  | Magdalene Lind (NOR)                         | NP-7                 |
| 176                  | Laura Lizette Sander (EST) (route et chrono) | NP-3                 |
| 177                  | Aidi Gerde Tuisk (EST)                       | 112e                 |

| Bepink-Imatra-Bongioanni BPK | Bepink-Imatra-Bongioanni BPK           | Bepink-Imatra-Bongioanni BPK |
| ---------------------------- | -------------------------------------- | ---------------------------- |
| Num                          | Coureuse                               | Pos                          |
| 181                          | Nora Jenčušová (SVK) (route et chrono) | 103e                         |
| 182                          | Andrea Casagranda (ITA)                | 90e                          |
| 183                          | Marina Garau Roca (ESP)                | 111e                         |
| 184                          | Linda Laporta (ITA)                    | AB-7                         |
| 185                          | Aileen Schweikart (GER)                | 44e                          |
| 186                          | Meike Uiterwijk Winkel (NED)           | 97e                          |
| 187                          | Elisa Valtulini (ITA)                  | 81e                          |

| Eneicat-CMTeam EIC | Eneicat-CMTeam EIC                     | Eneicat-CMTeam EIC |
| ------------------ | -------------------------------------- | ------------------ |
| Num                | Coureuse                               | Pos                |
| 191                | Ariana Gilabert (ESP)                  | 54e                |
| 192                | Ainara Albert (ESP)                    | 104e               |
| 193                | Andrea Alzate (COL)                    | 108e               |
| 194                | Daniela Campos (POR) (route et chrono) | AB-7               |
| 195                | Angie Mariana Londoño (COL)            | 96e                |
| 196                | Claudia San Justo (ESP)                | 110e               |
| 197                | Nicole Steinmetz (USA)                 | 68e                |

| Lotto Ladies LOL | Lotto Ladies LOL            | Lotto Ladies LOL |
| ---------------- | --------------------------- | ---------------- |
| Num              | Coureuse                    | Pos              |
| 201              | Audrey De Keersmaeker (BEL) | NP-5             |
| 202              | Maureen Arens (NED)         | 107e             |
| 203              | Dina Boels (BEL)            | 101e             |
| 204              | Esmée Gielkens (BEL)        | AB-5             |
| 205              | Romina Hinojosa (MEX)       | 46e              |
| 206              | Lea Lin Teutenberg (GER)    | 92e              |
| 207              | Anna van Wersch (NED)       | 85e              |